# Hatvan csapás
A Hatvan csapás Deák Bill Gyula bluesénekes hatodik nagylemeze, amely megjelenése után aranylemez lett.

## Története
2007 októberében Deák Bill Gyula felkereste Koltay Gergelyt – aki Bill két korábbi albumának is szerzője – hogy készítsen ünnepi albumot hatvanadik születésnapja tiszteletére. Billnek csak egyetlen kérése volt:
Olyan dalokat szeretnék, amiket hangversenyeimen énekelhetek
Koltay olyan fiatal tehetséges gitárosokat keresett meg, hogy segítsenek az album elkészítésében, mint Csillag Endre, Patai Tamás, Sipeki Zoltán, Borhi Miklós, valamint kuriózumként rákerült az albumra a fiatalon elhunyt Daczi Zsolt néhány szerzeménye is, amiket Billnek írt. A korábban felvett demó anyagot, amit Daczi Zsolt saját maga játszott fel, sikerült különleges technikával úgy átmásolni, hogy végül felkerülhessen erre az albumra az ő gitárjátéka is. A lemezen található dalok önéletrajzi motívumok ihlették Koltay Gergelyt, aki nagyon jól ismeri Billt, így „könnyű” volt megírni, dalokba önteni eddigi életét, gondolatait, tiszteletét szülei előtt és azon zenésztársak szeretetét, akik már sajnos elhunytak, valamint születési helye iránti tisztelet, ahol most is él, Kőbánya iránt. Ezen az albumon is szerepelnek nagyon nehéz tartalmú dalok, de Bill szerint eddigi élete, szenvedései, gyötrelmei tették hitelessé előadói stílusát, hiszen ahogy mondani szokta:
A rózsadombról jött zenészek soha sem tudják hitelesen átélni a blues dalokat, csak az, aki egész életét a „dzsungában” élte le!

## Számlista
| 1.    | Hatvan csapás               | 3:50 |
| 2.    | A nagy generáció temetésére | 2:54 |
| 3.    | Kéne egy üveg bor           | 5:04 |
| 4.    | Lát-e, aki lát              | 2:40 |
| 5.    | Jó volna                    | 4:59 |
| 6.    | Péntek esti blues           | 4:07 |
| 7.    | Anyám és apám               | 3:21 |
| 8.    | Az országút előttem         | 3:25 |
| 9.    | A titkos lány               | 4:39 |
| 10.   | Hóhér blues                 | 3:09 |
| 11.   | Bill kapitány imája         | 3:29 |
| 12.   | Most vagy soha              | 4:26 |
| 13.   | Angyalok asztalodon         | 4:51 |
| 14.   | Intések fiamnak             | 4:03 |
| 15.   | Nem vagyok eladó            | 4:17 |
| 16.   | Soha és mindig              | 2:50 |
| 17.   | A zöld, a bíbor, a fekete   | 4:57 |
| 67:09 |                             |      |

## Közreműködők
- Deák Bill Gyula – ének
- Géczi Erika – ének
- Mr. Basary – ének
- Tóth Reni – ének
- Borhi Miklós – gitár
- Csillag Endre – gitár
- Daczi Zsolt – gitár
- Patai Tamás – gitár
- Sipeki Zoltán – gitár
- Zsoldos Tamás – basszusgitár
- Hirleman Bertalan – dob
- Nagy László – dob
- Szabó Tamás – szájharmonika
- Gáspár Álmos – hegedű
- Gyenes Béla – szaxofon
- Koltay Gergely – fuvola
- Szűts István – billentyűs hangszerek[3]

## Külső hivatkozások
- Hivatalos oldal